# Idrisse Doursan
Idrisse Doursan, né vers 1914 près de Bongor au Tchad, mort le 10 juillet 1965 à Abéché au Tchad, est un sous-officier tchadien qui s'est illustré au cours de la Seconde Guerre mondiale.
Il rallie en août 1940 les rangs de la France libre, et prend part à la campagne d'Érythrée, où il se distingue particulièrement au combat de Kub Kub où sa vaillance est remarquée, puis à la bataille de Keren. Il est fait compagnon de la Libération en mai 1941 par Charles de Gaulle qui lui remet personnellement la croix de la Libération. Il participe ensuite à la campagne de Syrie, à la guerre du Désert et à la bataille de Bir Hakeim. Après la guerre, il sert dans la Garde nationale du Tchad.

## Biographie
Idrisse Doursan est né vers 1914 à Makayan près de Bongor dans le Tchad, à proximité de la frontière avec la Cameroun.

### Premières armes
À Koro Toro, Idrisse Doursan s'engage volontairement dans le régiment de tirailleurs sénégalais du Tchad (« RTST »), et se trouve versé dans la 7e compagnie de ce régiment. Il effectue ses premières armes en opérations le 18 décembre 1935 et continue la campagne jusqu'au 4 janvier 1939. Il devient caporal le 1er janvier 1939. Après le début de la Seconde Guerre mondiale, il devient sergent le 1er juillet 1940.

### Combats pour la France libre

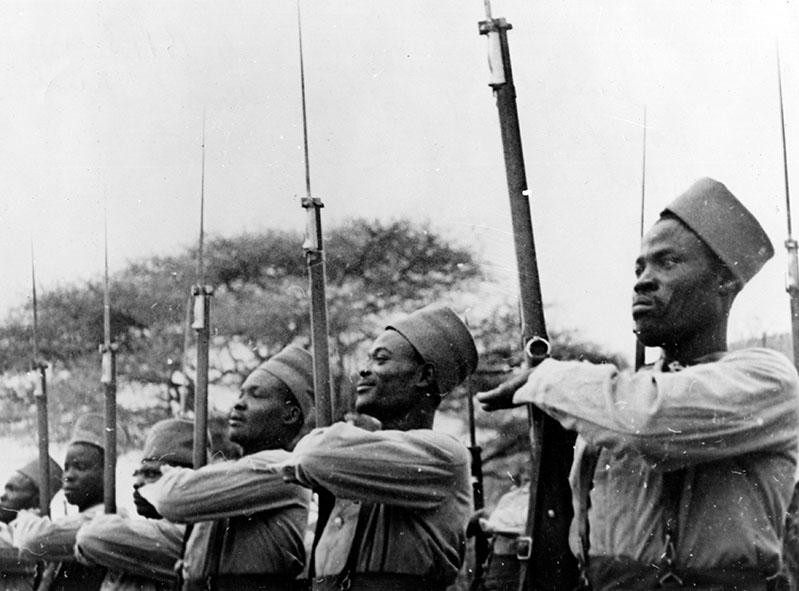
Le BM3 d'Idrisse Doursan à Kub Kub où il s'est distingué.

Le jour où le Tchad se rallie à la France libre, le 26 août 1940, Idrisse Doursan choisit de continuer lui aussi la lutte, en réponse à l'Appel du 18 Juin du général de Gaulle. Il est nommé au bataillon de marche no 3 (« BM3 ») dès sa création au Tchad, en décembre 1940, dans la 10e compagnie de ce bataillon.
Le BM3 part pour l'Érythrée, pour y aider les Britanniques. Le sergent Doursan participe ainsi avec son bataillon à la campagne d'Érythrée, de février 1941 jusqu'en mai suivant. Au cours de cette campagne, il se distingue particulièrement le 22 février à Kub Kub, ce qui lui vaut d'être cité à l'ordre de la brigade pour sa vaillance,. Il participe ensuite aux durs combats de la bataille de Keren, du 14 au 28 mars 1941,.

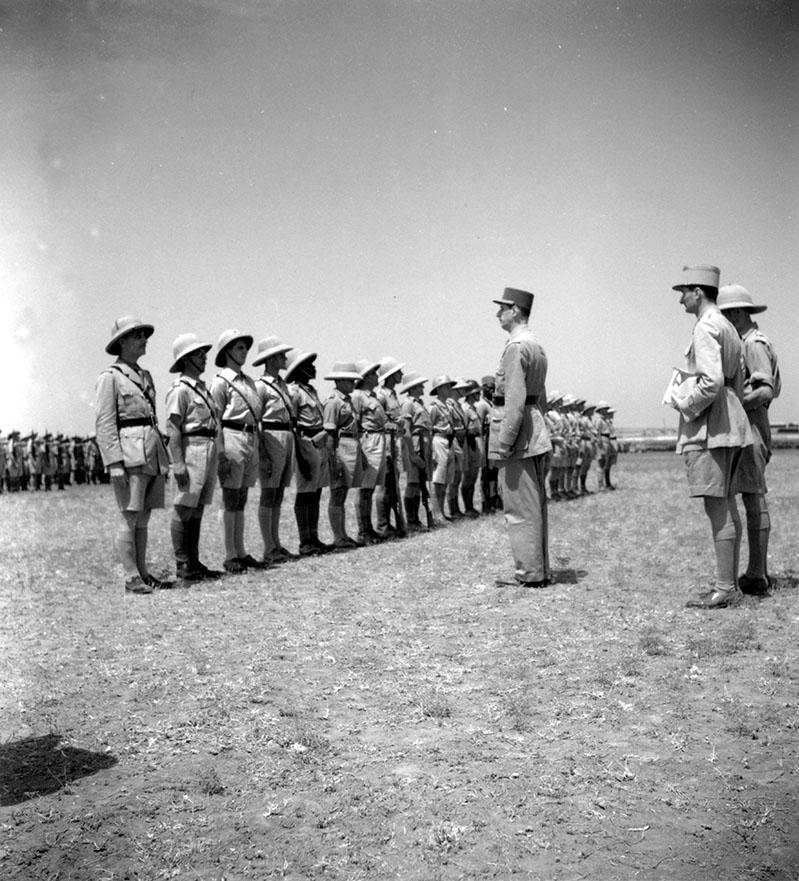
Charles de Gaulle devant les nouveaux compagnons, dont Doursan, le 26 mai 1941.

Après ces combats en Érythrée, Idrisse Doursan embarque le 6 mai 1941 à Massaoua, et arrive à Suez le 9 mai, puis le 10 en Palestine, à Qastina. C'est là qu'il est fait compagnon de la Libération par le général de Gaulle, qui lui remet lui-même la croix de la Libération, le 26 mai. Doursan est un des onze militaires africains ayant reçu cette distinction.
Toujours avec le BM3, il participe ensuite à la campagne de Syrie contre les forces vichystes du 9 juin au 19 juillet 1941. Il est promu sergent-chef le 1er septembre 1941,.
Idrisse Doursan prend part ensuite à la Guerre du Désert, notamment à la bataille de Bir Hakeim en mai-juin 1942. Il est fait prisonnier au cours de cette bataille, mais libéré dès le lendemain par les Anglais,. Après Bir Hakeim, son bataillon est dirigé vers le Tchad en passant par le Soudan.
Parvenu au Tchad en septembre 1942, Doursan est nommé de nouveau au RTST le 13 décembre 1942. Sa compagnie, la 9e, devient le bataillon de marche no 15 (« BM 15 »). Avec son nouveau bataillon, il passe par le Nigéria et l'Afrique-Équatoriale française pour gagner l'Afrique du Nord, où il arrive le 1er avril 1944. Il est ensuite affecté le 16 septembre 1944 au 3e régiment de tirailleurs sénégalais, où il est encore à la fin des hostilités.

### Après-guerre
À la fin de la Seconde Guerre mondiale le 8 mai 1945, Idrisse Doursan se réengage pour trois ans. Il est affecté en Tunisie puis au Maroc, et prend sa retraite en 1948 comme adjudant,.
Ensuite incorporé dans la Garde nationale du Tchad, il y sert comme adjudant-chef. Il est officier de liaison pour la garde nationale, dans le département tchadien de Ouaddaï et dans celui de Biltine. 
Idrisse Doursan meurt à Abéché, au Tchad, le 10 juillet 1965. Il est enterré au cimetière militaire d'Abéché.

### Barrières, carrière limitée
Pour Eric T. Jennings et d'autres historiens, l'itinéraire d'Idrisse Doursan montre bien les barrières auxquelles se heurtent nombre de combattants africains,. Concernant Doursan, sa valeur et ses mérites ne l'ont pas empêché d'être écarté du théâtre d'opérations européen. Surtout, comme la plupart des sous-officiers africains, il n'est pas devenu officier, contrairement à Georges Koudoukou dont le cas fait figure d'exception,.
Il n'existe d'ailleurs pas de portrait connu représentant Idrisse Doursan. L'ordre de la Libération a lancé un appel pour trouver sa photographie et celle de dix-neuf autres compagnons.

## Décorations

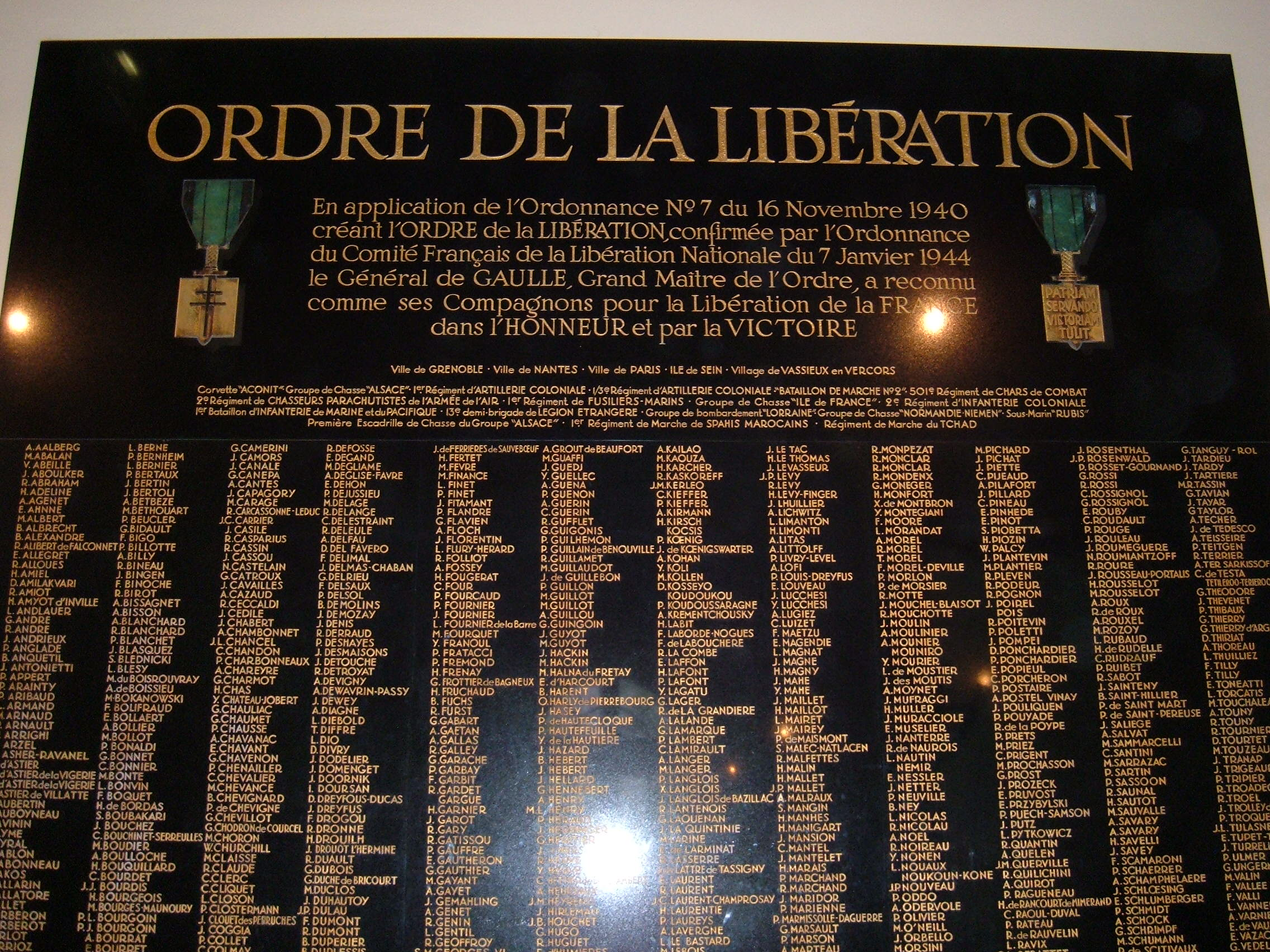
« » à la lettre D sur la plaque en hommage aux Compagnons, musée de l'Armée, Paris.

- Chevalier de la Légion d'honneur
- Compagnon de la Libération en mai 1941 par le général de Gaulle, régularisé par décret du 23 juin 1941[6]
- Médaille militaire
- Croix de guerre 1939–1945
- Croix du combattant
- Médaille coloniale avec agrafes « Érythrée » et « AFL ».
- Médaille commémorative des services volontaires dans la France libre